# Carbon County (Utah)
Carbon County ist ein County im Bundesstaat Utah der Vereinigten Staaten. Der größte Ort und Sitz der Countyverwaltung (County Seat) ist Price. 2020 lebten im Carbon County 20.412 Menschen.

## Geschichte
Das Carbon County wurde 1894 gegründet; es hat seinen Namen von den Kohlevorkommen in dieser Region erhalten.

## Geographie
Carbon County hat eine Fläche von 3845 Quadratkilometern, davon sind 16 Quadratkilometer Wasserflächen. Nördlich von East Carbon entspringt der Range Creek (Colorado River). Es grenzt im Uhrzeigersinn an die Countys: Duchesne County, Uintah County, Emery County, Grand County, Sanpete County und Utah County.

## Demografische Daten

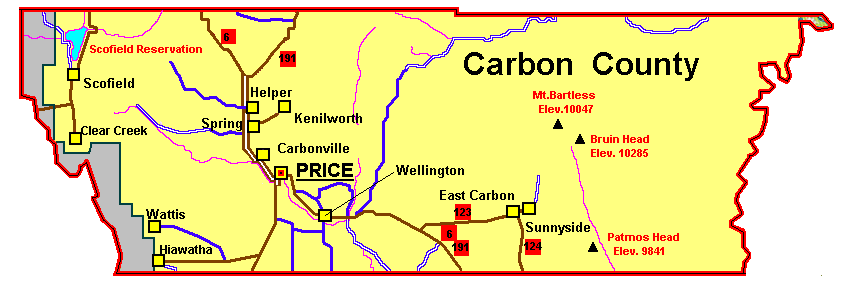
Carbon County (Details)

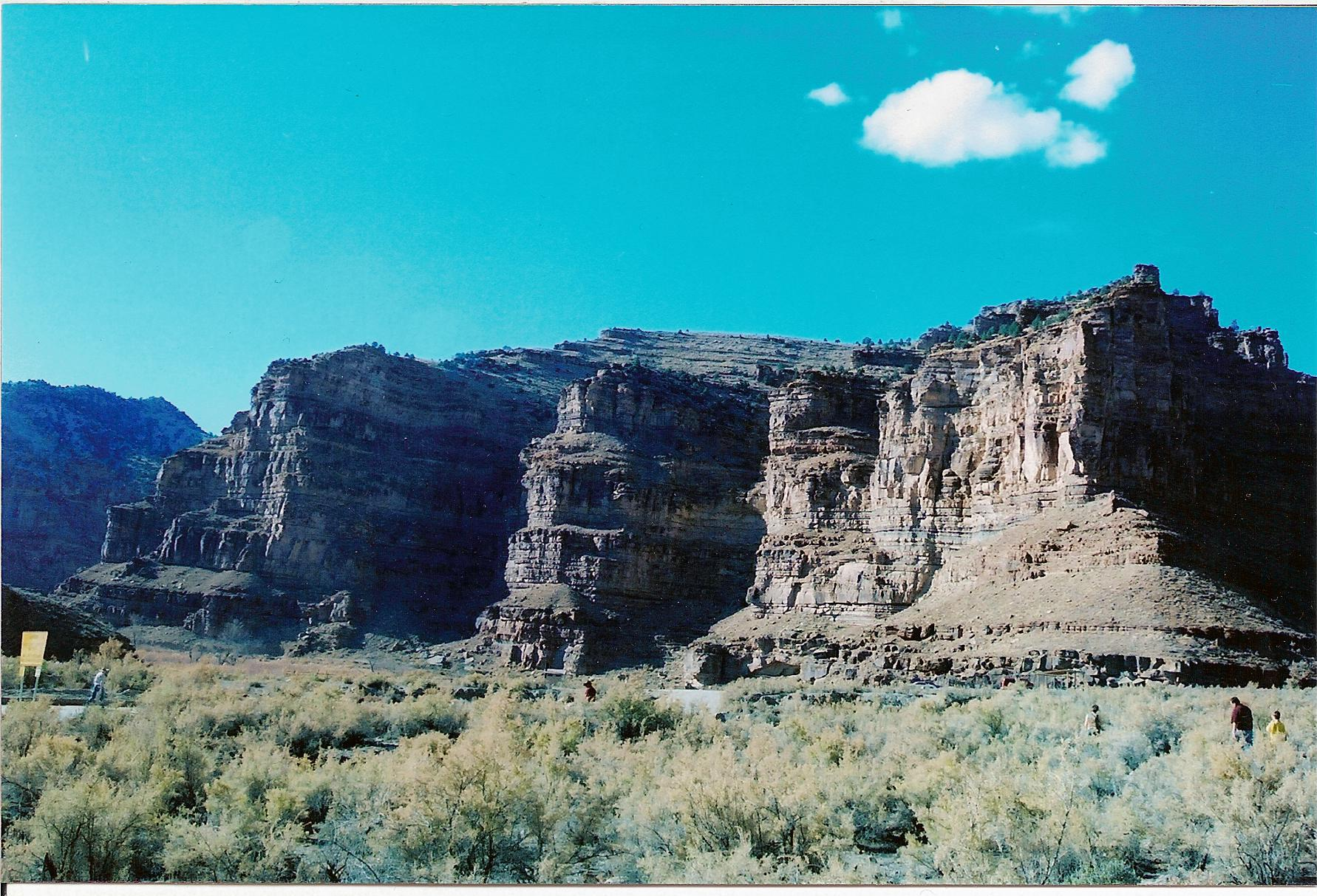
Der Daddy Canyon Complex im Nine Mile Canyon

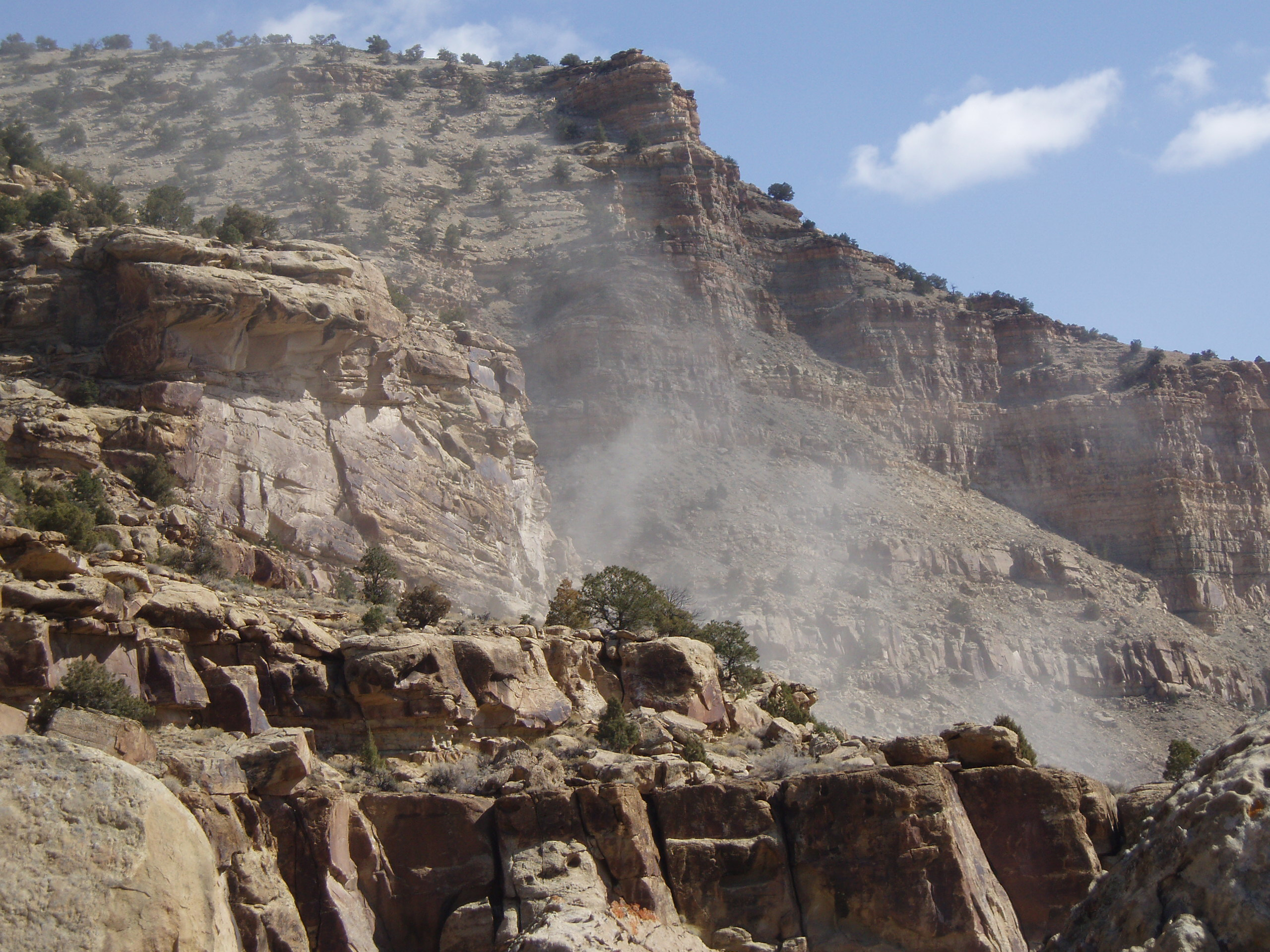
Der Nine Mile Canyon

Nach der Volkszählung im Jahr 2000 lebten im Carbon County 20.422 Menschen. Es gab 7413 Haushalte und 5381 Familien. Die Bevölkerungsdichte betrug 5 Einwohner pro Quadratkilometer. Ethnisch betrachtet setzte sich die Bevölkerung zusammen aus 91,08 % Weißen, 0,27 % Afroamerikanern, 1,06 % amerikanischen Ureinwohnern, 0,35 % Asiaten, 0,04 % Bewohnern aus dem pazifischen Inselraum und 4,75 % aus anderen ethnischen Gruppen; 2,44 % stammten von zwei oder mehr ethnischen Gruppen ab. 10,27 % der Bevölkerung waren spanischer oder lateinamerikanischer Abstammung.
Von den 7413 Haushalten hatten 36,90 % Kinder und Jugendliche unter 18 Jahre, die bei ihnen lebten. 58,20 % waren verheiratete, zusammenlebende Paare, 10,00 % waren allein erziehende Mütter. 27,40 % waren keine Familien. 23,80 % waren Singlehaushalte und in 11,00 % lebten Menschen im Alter von 65 Jahren oder darüber. Die Durchschnittshaushaltsgröße betrug 2,68 und die durchschnittliche Familiengröße lag bei 3,19 Personen.
Auf das gesamte County bezogen setzte sich die Bevölkerung zusammen aus 28,80 % Einwohnern unter 18 Jahren, 12,30 % zwischen 18 und 24 Jahren, 24,40 % zwischen 25 und 44 Jahren, 21,30 % zwischen 45 und 64 Jahren und 13,30 % waren 65 Jahre alt oder darüber. Das Durchschnittsalter betrug 34 Jahre. Auf 100 weibliche Personen kamen 95,60 männliche Personen, auf 100 Frauen im Alter ab 18 Jahren kamen statistisch 93,00 Männer.
Das jährliche Durchschnittseinkommen eines Haushalts betrug 34.036 USD, das Durchschnittseinkommen der Familien betrug 40.900 USD. Männer hatten ein Durchschnittseinkommen von 38.957 USD, Frauen 21.141 USD. Das Prokopfeinkommen betrug 15.325 USD. 13,40 % der Bevölkerung und 10,00 % der Familien lebten unterhalb der Armutsgrenze. 14,50 % davon waren unter 18 Jahre und 13,10 % waren 65 Jahre oder älter.

## Städte und Orte
- Bruin Point
- Carbonville
- Clear Creek
- Columbia
- Columbia Junction
- East Carbon City
- East Wellington
- Heiner
- Helper
- Hiawatha
- Kenilworth
- Latuda
- Martin
- Peerless
- Price
- Royal
- Scofield
- Spring Glen
- Standardville
- Sunnyside
- Sunnyside Junction
- Wattis
- Wattis Junction
- Wellington
- Wildcat
- Winter Quarters
- Wood Hill